# Schawagrotis
Schawagrotis là một chi bướm đêm thuộc họ Noctuidae.